# النهج الاستراتيجي للإدارة الدولية للمواد الكيميائية
النهج الاستراتيجي للإدارة الدولية للمواد الكيميائية (SAICM) هو إطار سياسة عالمي لتعزيز الإدارة السليمة للمواد الكيميائية. يستضيف برنامج الأمم المتحدة للبيئة أمانة النهج الاستراتيجي.
"الإدارة السليمة للمواد الكيميائية ضرورية إذا أردنا تحقيق التنمية المستدامة، بما في ذلك القضاء على الفقر والمرض، وتحسين صحة الإنسان والبيئة، ورفع مستوى المعيشة والحفاظ عليه في البلدان على جميع مستويات التنمية." - دبي 2006.
اعتُمد النهج من المؤتمر الدولي لإدارة المواد الكيميائية في دبي، الإمارات العربية المتحدة، في 6 فبراير 2006. عقدت الدورة الأولى للمؤتمر وعملية تطوير النهج الاستراتيجي للإدارة الدولية للمواد الكيميائية بالاشتراك مع برنامج الأمم المتحدة للبيئة (UN Environment)، والبرنامج المشترك بين المنظمات للإدارة السليمة للمواد الكيميائية (IOMC) والمنتدى الحكومي الدولي للسلامة الكيميائية (IFCS).
يدعم النهج الاستراتيجي تحقيق الهدف المتفق عليه في قمة جوهانسبرج لعام 2002 بشأن التنمية المستدامة لضمان إنتاج واستخدام المواد الكيميائية بحلول عام 2020 بطرق تقلل من الآثار السلبية الكبيرة على البيئة وصحة الإنسان. وهو يقر بالمساهمات الأساسية للمواد الكيميائية في المجتمعات والاقتصادات الحالية، مع الاعتراف بالتهديد المحتمل للتنمية المستدامة إذا لم تدار المواد الكيميائية بشكل سليم.
تشمل نقاط الاتصال الخاصة بالنهج الاستراتيجي(اعتبارًا من 12 يونيو 2015) 175 حكومة و 85 منظمة غير حكومية، بما في ذلك مجموعة واسعة من الممثلين من الصناعة والمجتمع المدني.

## استراتيجية السياسة الشاملة
يُعبر عن التزامات النهج الاستراتيجي للإدارة الدولية للمواد الكيميائية من خلال إعلان دبي واستراتيجية السياسة الشاملة وخطة العمل العالمية.

## نِطاق
يشمل نطاق ألنهج الاستراتيجي:
أ. الجوانب البيئية والاقتصادية والاجتماعية والصحية والعمالية للسلامة الكيميائية.
ب. المواد الكيميائية الزراعية والصناعية، بهدف تعزيز التنمية المستدامة وتغطية المواد الكيميائية في جميع مراحل دورة حياتها، بما في ذلك المنتجات.

## أهداف
الأهداف الرئيسية للنهج الاستراتيجي هي:
أ. الحد من المخاطر
ب. المعرفة والمعلومات
ج. الحوكمة
د. بناء القدرات والتعاون التقني
هـ. الإتجار الدولي غير المشروع

## برنامج البداية السريعة
برنامج البداية السريعة (QSP) هو برنامج في إطار النهج الاستراتيجي للإدارة الدولية للمواد الكيميائية لدعم التمكين الأولي لبناء القدرات وأنشطة التنفيذ في البلدان النامية وأقل البلدان نمواً والدول الجزرية الصغيرة النامية والبلدان التي تمر اقتصاداتها بمرحلة انتقالية. يشتمل برنامج البداية السريعة على صندوق استئماني طوعي محدود المدة، يديره برنامج الأمم المتحدة للبيئة، والتعاون متعدد الأطراف والثنائي وأشكال أخرى من التعاون. تشمل حافظة الصندوق الاستئماني لبرنامج البداية السريعة 184 مشروعًا معتمدًا في 108 دولة، منها 54 من أقل البلدان نمواً أو الدول الجزرية الصغيرة النامية، بتمويل تقريبي يبلغ 37 مليون دولار.

## المؤتمر الدولي لإدارة المواد الكيميائية
يقوم المؤتمر الدولي لإدارة المواد الكيميائية (ICCM) بإجراء مراجعات دورية للنهج الاستراتيجي للإدارة الدولية للمواد الكيميائية. عقدت الجلسة الأولى (ICCM 1) في دبي، الإمارات العربية المتحدة، في الفترة من 4 إلى 6 فبراير 2006، نتج عنه وضع النهج الاستراتيجي للإدارة الدولية للمواد الكيميائية وأعتمد.
عقدت الدورة الثانية (المؤتمر الدولي الثاني لإدارة المواد الكيميائية) في جنيف، سويسرا، في الفترة من 11 إلى 15 مايو 2009، وأجرت الاستعراض الدوري الأول لتنفيذ النهج الاستراتيجي للإدارة الدولية للمواد الكيميائية.
عقدت الجلسة الثالثة (المؤتمر الدولي الثالث لإدارة المواد الكيميائية) في نيروبي، كينيا، 17-21 سبتمبر 2012 واستعرضت التقدم المحرز في تنفيذ النهج الاستراتيجي مع بيانات ملموسة عن 20 مؤشرًا للتقدم تم اعتمادها في المؤتمر الدولي الثاني لإدارة المواد الكيميائية، وتناولت قضايا السياسات الناشئة واعتمدت استراتيجية قطاع الصحة.
عُقدت الدورة الرابعة (المؤتمر الدولي الرابع المعني بإدارة المواد الكيميائية) في جنيف، سويسرا، في الفترة من 28 سبتمبر إلى 2 أكتوبر 2015. التوجه العام والتوجيه نحو تحقيق هدف 2020 هو نتيجة السياسة الاستراتيجية للمؤتمر الدولي الرابع لإدارة المواد الكيميائية، مما يمهد الطريق للعمل حتى عام 2020. كما استعرضت جوانب تنفيذ المؤتمر الدولي الرابع المعني بإدارة المواد الكيميائية بشأن قضايا السياسات الناشئة وغيرها من القضايا ذات الاهتمام، ونظر في أهداف التنمية المستدامة، وناقش الإدارة السليمة للمواد الكيميائية والنفايات لما بعد عام 2020، واستعرض الأنشطة المقترحة.
بدأ المؤتمر الدولي الرابع المعني بإدارة المواد الكيميائية، من خلال القرار 4/4، عملية بين الدورات لإعداد توصيات بشأن النهج الاستراتيجي والإدارة السليمة للمواد الكيميائية والنفايات لما بعد عام 2020. عُقد الاجتماع الأول للعملية بين الدورات التي تنظر في النهج الاستراتيجي والإدارة السليمة للمواد الكيميائية والنفايات لما بعد عام 2020 في برازيليا، البرازيل، في الفترة من 7 إلى 9 شباط / فبراير 2017.
من المقرر عقد الدورة الخامسة للمؤتمر الدولي لإدارة المواد الكيميائية في بون، ألمانيا، من 25 إلى 29 سبتمبر 2023.

## قضايا السياسات الناشئة والقضايا الأخرى ذات الاهتمام
يوفر المؤتمر الدولي المعني بإدارة المواد الكيميائية منبراً للدعوة إلى اتخاذ الإجراءات المناسبة بشأن قضايا السياسة الناشئة (EPI) عند ظهورها، ولإيجاد توافق في الآراء بشأن أولويات العمل التعاوني. حتى الآن، اتُخذت قرارات بشأن القضايا التالية:
أ- الرصاص في الطلاء
ب- المواد الكيميائية في المنتجات
ج- مادة خطرة في دورة حياة المنتجات الكهربائية والإلكترونية
د- تكنولوجيا النانو والمواد النانوية المصنعة
ه- المواد الكيميائية المسببة لاضطرابات الغدد الصماء
و- الملوثات الصيدلانية الثابتة بيئياً

### أُقرت قضايا أخرى مثيرة للقلق:
ز - المواد الكيميائية المشبعة بالفلور
ح- مبيدات الآفات شديدة الخطورة